# Розите на Хелиогабал
Розите на Хелиогабал (на английски: The Roses of Heliogabalus) е прочута картина от 1888 г. на англо-нидерландския художник сър Лорънс Алма-Тадема, която се намира в частна сбирка. Сюжетът на картината е базиран на един вероятно измислен епизод от живота на римския император Елагабал, известен още като Хелиогабал (204–222), като въпросният епизод е взет от История на императорите. Елагабал е изобразен опитващ се да задуши своите нищо неподозиращи гости в розови листенца, пуснати от изкуствени панели на тавана.
В своите бележки към „История на императорите“ Тайер отбелязва че „Нерон също направил това (Светоний, Нерон, xxxi), както и че подобен таван в къщата на Трималхион е описан в Петроний, Сат., lx." (Сатирикон) 
Размерите на платното са 214 см на 132 см – размери, които са приблизително в златното сечение, 1.618:1.

## Предмет
Картината показва група римски вечерящи на банкет, залети от розови листенца от рози, падащи от окачен таван отгоре. Младият римски император Елагабал, облечен в златна копринена роба и тиара, наблюдава спектакъла от платформа зад тях, с други гости с гирлянди. Жена свири на авлос до мраморна колона на заден план, облечена в леопардова кожа на менада, с бронзова статуя на Дионис, базирана на Дионис Лудовизи, пред гледка към далечни хълмове.
Картината изобразява (вероятно измислен) епизод от живота на римския император Елагабал, известен също като Хелиогабал, взет от История на императорите. Въпреки че на латински се говори за „теменужки и други цветя“, Алма-Тадема изобразява Елагабал, който задушава нищо неподозиращите си гости с розови листенца, пуснати от окачен таван. Оригиналната препратка е следната: „В банкетна зала с обръщащ се таван той веднъж зарови гостите си във теменужки и други цветя, така че някои бяха наистина задушени до смърт, неспособни да изпълзят до върха“. В своите бележки към Историята на императорите Маги отбелязва, че „ Нерон също е направил това (Светоний, Нерон, xxxi) и подобен таван в къщата на Трималхион е описан в Петроний, Sat., lx.“ (Сатирикон).

## История
Картината е поръчана от сър Джон Еърд, 1-ви баронет, за £4000 през 1888 г. Тъй като розите не са в сезона в Обединеното кралство, се смята, че Алма-Тадема изпраща розови листенца от Южна Франция всяка седмица през четирите месеца, през които е рисувана.
Картината е изложена на лятната изложба на Кралската академия през 1888 г. Еърд умира през 1911 г. и картината е наследена от неговия син сър Джон Ричард Еърд, 2-ри баронет. След като Алма-Тадема умира през 1912 г., картината е изложена на мемориална изложба в Кралската академия през 1913 г., като последният път е видяна на публична изложба в Обединеното кралство до 2014 г.
Репутацията на Алма-Тадема намалва значително през десетилетията след смъртта му. След смъртта на 2-рия баронет през 1934 г., картината е продадена от неговия син, 3-тия баронет, през 1935 г. за 483 гвинеи. Тя не успява да бъде продадена в Кристис през 1960 г. и е откупена от аукционната къща за 100 гвинеи. След това е придобита от Алън Фънт, продуцент на Скрита камера и колекционер на Алма-Тадема, по времето в което художникът остава много немодерен. След като Фънт изпитва финансови проблеми, той продава картината заедно с останалата част от колекцията си на Сотбис в Лондон през ноември 1973 г. за £28 000. Картината е продадена отново от американския колекционер Фредерик Кох в Кристис в Лондон през юни 1993 г. за £1 500 000. В момента е собственост на испано-мексиканския бизнесмен милиардер и колекционер на изкуство Хуан Антонио Перес Симон.